# Anton Paul Lechner
Anton Paul Lechner (* 27. September 1792 in Dunaharaszti; † 4. Februar 1860 in Wien) war ein österreichischer Kaufmann, Eisenhändler, Mitglied des ersten 1848 gewählten Gemeinderates in Wien und Vorstand der Brunner-Brau-Aktien-Gesellschaft.

## Leben
Der im heutigen Ungarn geborene Anton Paul Lechner begann in Wien eine erfolgreiche Karriere als Kaufmann in der Firma Franz Winkler & Söhne, wo er Partner des Firmeninhabers Franz Winkler von Forazest (1791–1860) war. Er gründete eine Eisenwarenfirma, betrieb weitere Geschäfte in Wien und erweiterte als Vorstand die „Brunner-Brau-Aktien-Gesellschaft“ zur „Brunner Brauhaus-Unternehmungs-Aktiengesellschaft“.
Lechner lebte in der Leopoldstadt, wo er ein Haus besaß. Am 29. Mai 1827 heiratete er die am 9. April 1807 geborene Magdalena Federl, mit der er zwei Töchter und einen Sohn hatte. 1848 wurde er in den ersten Wiener Gemeinderat gewählt, der sich nach der Revolution von 1848 konstituierte.
Nach seinem Tod wurde er auf dem Sankt Marxer Friedhof beigesetzt.